# Cyclodius granulatus
Cyclodius granulatus is een krabbensoort uit de familie van de Xanthidae. De wetenschappelijke naam van de soort is voor het eerst geldig gepubliceerd in 1877 door Targioni-Tozzetti.